# Gare de Dorinne-Durnal
La gare de Dorinne-Durnal est une gare ferroviaire belge de la ligne 128, de Ciney à Yvoir, fermée par la SNCB. Elle est située à Dorinne, section de la commune d'Yvoir, dans la Province de Namur en Région wallonne.

## Histoire
La section de Spontin à Dorinne-Durnal est inaugurée par les Chemins de fer de l'État belge le 1er mai 1902 ; la ligne sera prolongée vers Évrehailles-Bauche exactement un an après. Située au fond de la vallée du Bocq, la halte, desservant les anciennes communes de Dorinne et Durnal, possède une cour à marchandises et sera raccordée aux carrières de pierre à chaux, reliées au "grand" chemin de fer et aux fours à chaux par une ligne à voie étroite dont quelques mètres de rails apparaissent encore dans les pavés de la place de la gare.
Elle dispose d'une voie d'évitement, encore présente lorsque la SNCB désaffecte la ligne le 29 janvier 1971.
L’association Patrimoine ferroviaire et tourisme (PFT) a remis en service cette partie de la ligne 128 dans les années 2000. Un particulier, membre du PFT, a restauré le bâtiment de la gare. La gare dispose de deux quais latéraux et d'une troisième voie de service. L'évitement est fréquemment utilisé lors des circulations touristiques et festivals.

## Patrimoine ferroviaire
Le bâtiment des recettes de la gare de Dorinne-Durnal appartient au plan type 1893 avec une aile basse de 6 travées accueillant la salle d'attente et le service des marchandises. La façade richement ornée est en pierre locale rehaussée de brique avec des linteaux en pierre plus claire surmontés d'arcs de décharge avec une charpente décorative en bois mais plusieurs fenêtres des ailes latérales sont absentes côté rue.
Les bâtiments de Sovet (plus petit), Purnode et Évrehailles-Bauche appartiennent au même type et font recours aux mêmes matériaux. Braibant est assez proche mais avec un corps central différent.
Une maison de service de type standard « État belge » à la façade en pierres se trouve à proximité. Les quais (un pavé et un de gravier) sont bordées d'anciennes barrières en béton SNCB.

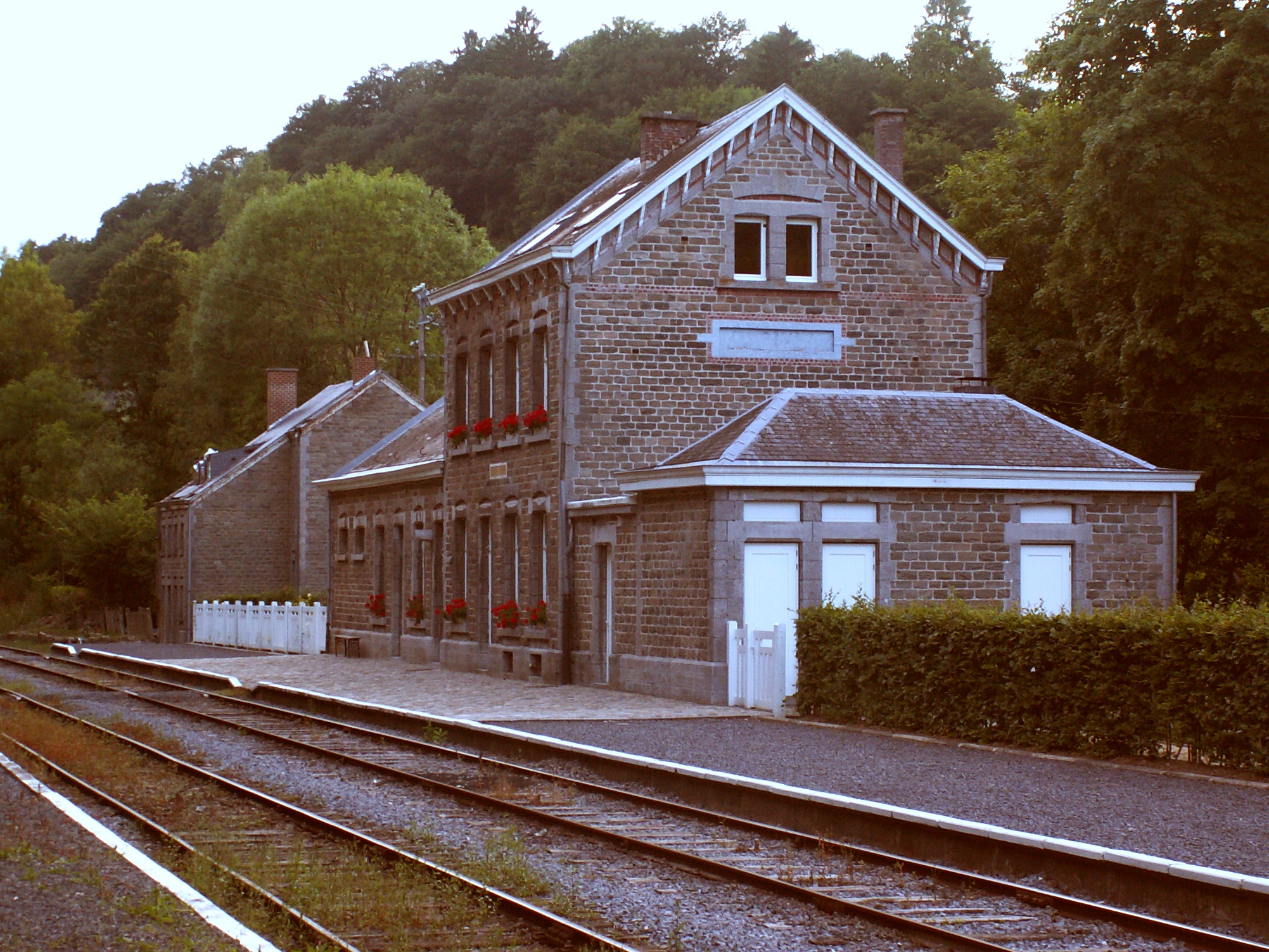
Gare et maisonnette en 2009.
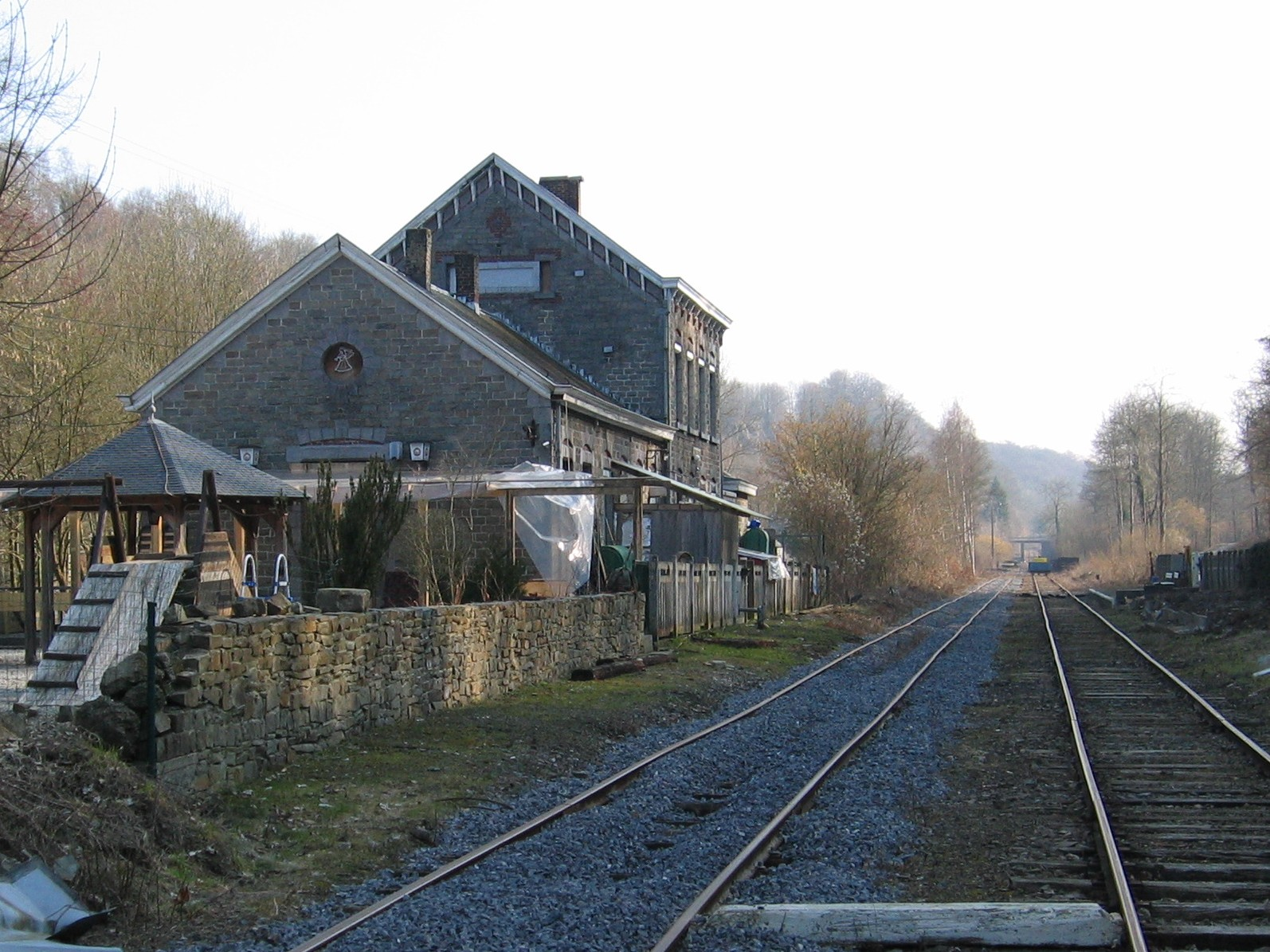
Re-pose des voies en 2006.
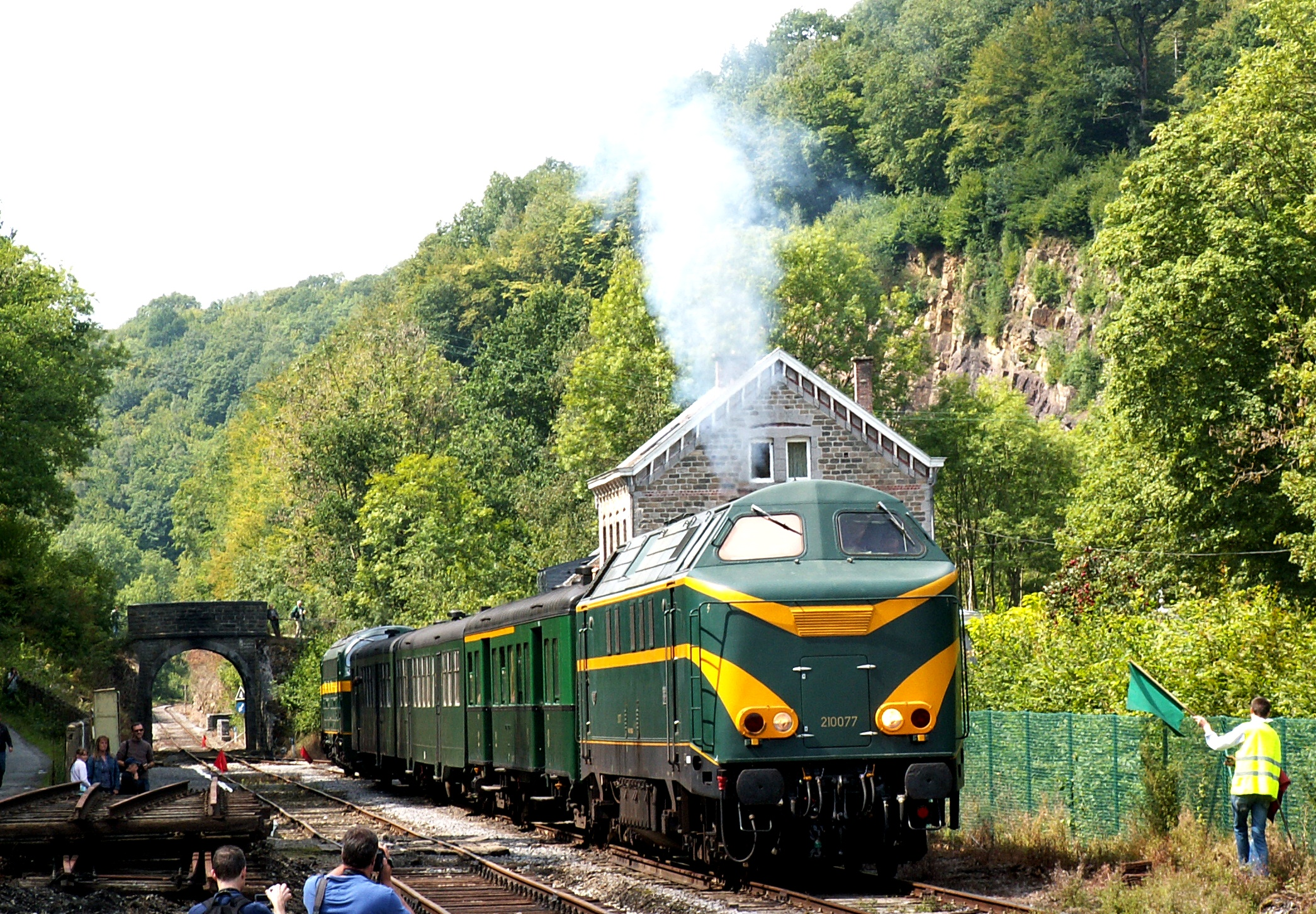
Train du PFT (2011).